# فولفغانغ ليبرت (ممثل)
فولفغانغ ليبرت (بالألمانية: Wolfgang Lippert)‏ هو مغني ومقدم تلفزيوني وموسيقي وممثل ألماني، ولد في 16 فبراير 1952 في برلين في ألمانيا.

## وصلات خارجية
- فولفغانغ ليبرت على موقع IMDb (الإنجليزية)
- فولفغانغ ليبرت على موقع مونزينجر (الألمانية)
- فولفغانغ ليبرت على موقع ميوزك برينز (الإنجليزية)
- فولفغانغ ليبرت على موقع ديسكوغز (الإنجليزية)
- فولفغانغ ليبرت على موقع قاعدة بيانات الفيلم (الإنجليزية)
- فولفغانغ ليبرت على موقع كينوبويسك (الروسية)